# 166229 Palanga
166229 Palanga este un asteroid din centura principală de asteroizi.

## Descriere
166229 Palanga este un asteroid din centura principală de asteroizi. A fost descoperit pe 17 martie 2002 la Moletai de Kazimieras Černis. Asteroidul prezintă o orbită caracterizată de o semiaxă mare de 2,44 ua, o excentricitate de 0,06 și o înclinație de 6,3° în raport cu ecliptica.